# Homoneura paraforcipata
Homoneura paraforcipata är en tvåvingeart som beskrevs av Mitsuhiro Sasakawa 1998. Homoneura paraforcipata ingår i släktet Homoneura och familjen lövflugor. Inga underarter finns listade i Catalogue of Life.